# Dark Seed (videojoc)
Darkseed és un joc d'ordinador de la dècada del 1990. Es tracta d'una aventura gràfica en la qual el protagonista ha de lluitar per salvar la seua vida d'unes larves provinents de l'espai. D'estètica fosca i tètrica, va destacar en el moment del seu llançament perquè compta amb les il·lustracions de l'artista H.R. Giger, famós, entre d'altres, per haver dissenyat el monstre de la saga Alien.